# تپه۳ حسین‌آباد ناظم
تپه۳ حسین‌آباد ناظم مربوط به هزاره اول قبل از میلاد است و در شهرستان ملایر، بخش سامن، دهستان حرم رود سفلی، روستای حسین‌آباد ناظم واقع شده و این اثر در تاریخ ۲۵ آبان ۱۳۸۷ با شمارهٔ ثبت ۲۳۷۱۴ به‌عنوان یکی از آثار ملی ایران به ثبت رسیده است.